# Terminal Central de Autobuses del Sur
La Central Camionera del Sur o conocida como Terminal Central de Autobuses Taxqueña o simplemente como Terminal Taxqueña, "Gral. Vicente Guerrero", es una de las cuatro terminales de autobuses de la Ciudad de México. Se sitúa, como su nombre lo indica, al sur de ciudad, en la zona conocida como Taxqueña o Tasqueña.

## Historia
Antes de que la Secretaría de Comunicaciones y Transportes agrupara las cuatro terminales de autobuses, para todas las empresas de servicio foráneo existían 127 terminales, debido a que cada línea contaba con sus propias oficinas diseminadas por distintos puntos de la ciudad. Esta terminal inició operaciones en la década de 1970, y es la más pequeña de las cuatro.

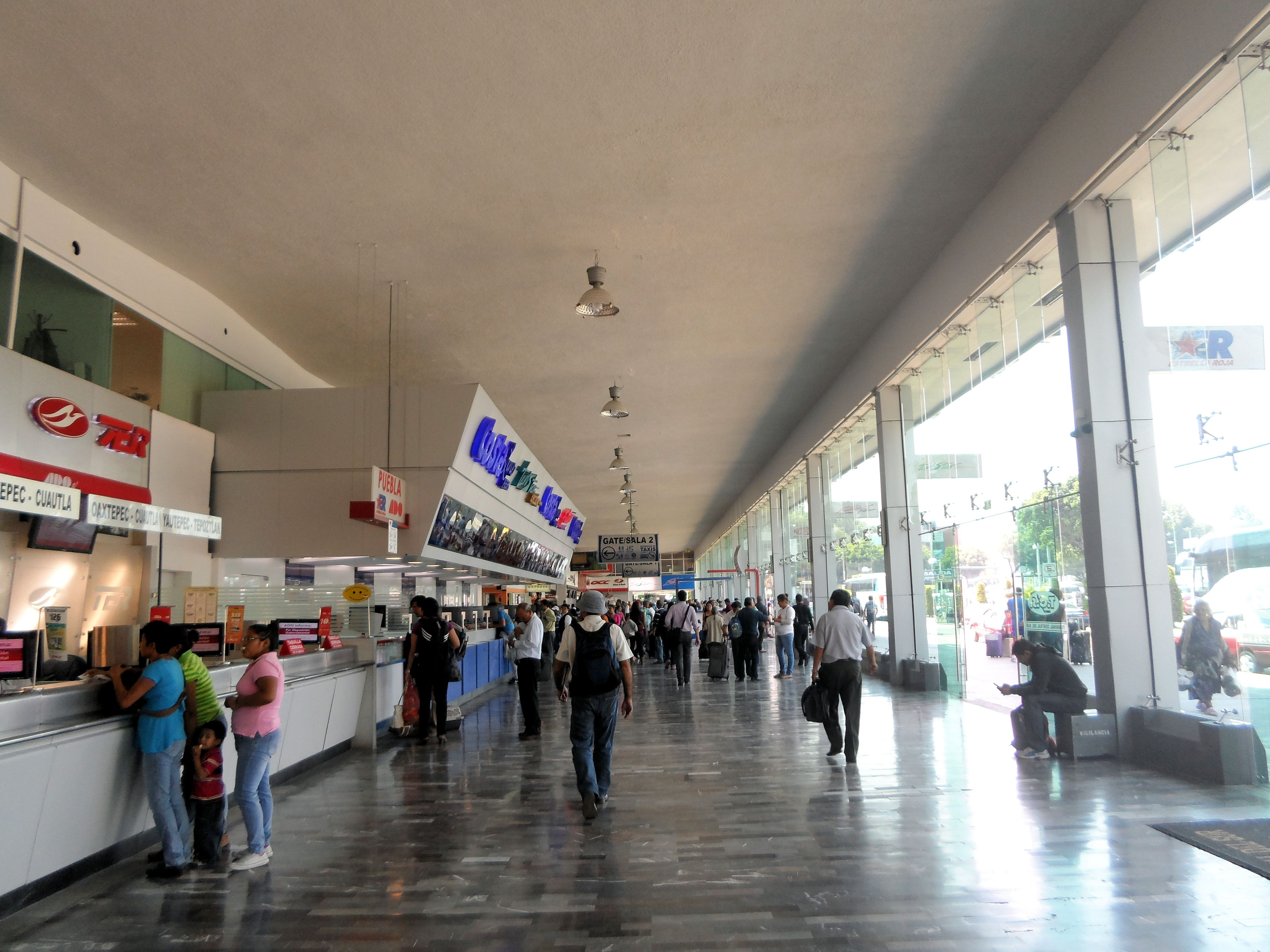
Venta de boletos

## Especificaciones de la terminal
- Número de andenes: 35
- Espacios de aparcamiento de autobuses: 180
- Superficie total de la terminal:
- Servicio de estacionamiento: superficial
- Número de taquillas: 10
- Número de locales comerciales: 10
- Salas de espera: 3

## Destinos
| Líneas de autobuses                                                                                          | Destinos |
| --- | --- |
| Línea Estrella de Oro SALA 1                                                                                 | Acapulco Cuauhtémoc, Acapulco Diamante, Arcelia, Cd. Altamirano, Chilpancingo, Coyuca de Benítez, Cuernavaca, Iguala, Ixtapa, Lázaro Cárdenas, Petatlán, San Jerónimo, Taxco, Técpan de Galeana, Teloloapan, Tierra Colorada, Tlapehuala, Zihuatanejo. |
| Pullman de Morelos SALA 1                                                                                    | Agencia Temixco, Alpuyeca, Alpuyeca Caseta, Amacuzac, Balneario Aquasplash, Beraka, Buenavista de Cuéllar, Cazahuatlan, Chiconcuac, Chipitlan, Civac, Coatlán del Río, Crucero Corona, Crucero Puente Ixtla, Cuautla, Cuautlixco, Cuernavaca Centro, Cuernavaca Casino, El Rodeo, El Rollo, El Rollo Promocional, Emiliano Zapata, Exhacienda Temixco, Grutas de Cacahuamilpa, IMSS, ISSSTE Huixtla, Jiutepec, Jojutla, Mazatepec, Miacatlán, Oacalco, Oacalco Caseta, Oaxtepec, Palmillas, Paloma De La Paz, Puente de Ixtla, Santa Fe Guerrero, San José Vista Hermosa, Tehuixtla, Tejalpa, Tepoztlán, Tepoztlán Caseta, Tequesquitengo, Tetecala, Tezoyuca, Tilzapotla, Topilejo, Tres Marías, Xochicalco, Xoxocotla 1, Xoxocotla 2, Yautepec, Zacapalco, Zacatepec. |
| Transportes Estrella Roja Cuautla TER SALA 2                                                                 | Acolapa, Amayuca Buenavista de Cuellar, Cocoyoc, Cuautla, Cuautlixco, Cuernavaca Casino, Cuernavaca Centro, Cuernavaca Mercado, Felipe Neri, Hueyapan, Iguala, IMSS, Jantetelco, Jojutla, Juchitepec, La Joya, La Pera, Nepopualco, Oacalco, Oaxtepec, Ocuituco, Puebla CAPU, Puente de Ixtla, San Carlos, San Gregorio Atlapulco, San Lorenzo Tlacoyucan, San Pedro Atocpan, Santa Ana Tlacotenco, Tejalpa, Tepoztlán Caseta, Tetela del Volcán, Texcal, Tlaltizapán, Tlaquiltenango, Tlayacapan, Totolapan, Xochimilco, Yautepec, Yecapixtla, Zacatepec. |
| Ómnibus Cristóbal Colón OCC SALA 2                                                                           | Asunción Nochixtlán, Cuautlixco, Cuautla, Huatulco, Juchitán de Zaragoza, La Tinaja, Oacalco, Oacalco Caseta, Oaxaca, Oaxtepec, Pochutla, Puerto Escondido, Salina Cruz, Tehuantepec, Tepoztlán Pueblo, Tepoztlán, Yautepec, Yolomecatl. |
| Autobuses de Oriente ADO SALA 2                                                                              | Puebla CAPU, Veracruz CAVE. |
| ADO GL SALA 2                                                                                                | Oaxaca de Juárez, Puebla CAPU. |
| Autobuses México Puebla Estrella Roja SALA 2                                                                 | Puebla CAPU, Puebla Plaza Palmas. |
| Autobuses Altamar/Costeños SALA 2                                                                            | Agua Zarca, Almolonga, Aquila, Atempa, Atlamajalcingo, Atlixtac, Axoxuca, Ayotzinapa, Ayutla, Barrio Nuevo, Barajilla, Buena vista, Carrizalillo, Chiepetepec, Chilpancingo, Chilapa, Chilacachapa, Claveles, Copala, Crucero Amate Amarillo, Crucero Cuautepec, Crucero Los Callejones, Crucero Chautla, Crucero El Ciruelo, Crucero Cortijo, Crucero Huehuetan, Crucero Limón, Crucero Motilla, Crucero Olinalá, Crucero Playa Ventura, Crucero Teplaca, Crucero Tenango, Cruz Grande, Cuajinicuilapa, Cuernavaca E. Blanca, El Ahuejote, El Carrizo, El Cepudo, El Cuije, El Peral, El Pericón, Huatulco, Jamiltepec, Juchitán, Kilómetro 81, Lagunilla, La Cruces Costa Chica, La Cumbre, La Estacada, La Estancia, La Laguna, La Laja, La Ocotera, La Palma, Las Mesas, Las Milpilla, Las Penas, Las Salinas, Líbano, Límites, Mancuernas, Marquelia, Ojitos Agua, Ometepec, Papaxtla, Pinotepa Nacional, Plan de Guerrero, Pochutla, Puerto Escondido, Rancho Alegre, Rancho El Santo, Río Grande, San José de la Palma, san Juan de los Llanos, San Luis Acatlán, San Marcos, Santa Ana, Santa Isabel, Santa Rosa de Lima, Talapilla, Tecoanapa, Tecomate, Tepozonalco, Tixtla, Tlapa de Comonfort, Tlatlauquite, Trigomila, Vistahermosa, Zoyapexco, Zoquiapa. |
| Autotransportes Estrella Roja del Sur GRUPO AERS: Costa Line AERS/Futura AERS/Turistar Ejecutivo AERS SALA 3 | Acapulco Centro, Acapulco Papagayo, Apaxtla, Arcelia, Atoyac de Álvarez, Boulevard Iguala, Cd. Altamirano, Chilpancingo, Coyuca de Benítez, Cuernavaca E. Blanca, Huitzuco, Iguala Terminal, Ixtapa, Lázaro Cárdenas, Papanoa, Petatlán, Paso Morelos, San Jerónimo, San Miguel Totolapan, Taxco, Técpan de Galeana, Teloloapan, Tlapehuala, Zihuatanejo y San Miguel Totolapan. |
| Autobuses Futura SALA 3                                                                                      | Aguascalientes, Celaya, Cuernavaca E. Blanca, Fresnillo, Guadalajara, Irapuato, León, Matehuala, Morelia, Querétaro Central, Reynosa, Silao, Salvatierra San Luis Potosí, Tepic, Zacatecas. |
| Transportes Chihuahuenses SALA 3                                                                             | Ciudad Delicias, Ciudad Juárez, Chihuahua, Fresnillo, Gómez Palacio, Querétaro Central, Pistolas Meneses, San Luis Potosí, Tepotzotlán, Torreón, Zacatecas. |
| Autobuses Interestatales de México ELITE SALA 3                                                              | Cd. Obregón, Celaya, Cuernavaca E. Blanca, Culiacán, Guadalajara, Hermosillo, León, Los Mochis, Mazatlán, Méxicali, Navojoa, Querétaro Central, Santa Ana, San Luis Río Colorado, Sonoyta, Tepic, Tijuana. |
| ETN Turistar Lujo SALA PROPIA                                                                                | Aguascalientes, Celaya, Colima, Cuernavaca, Guadalajara, Huatulco, Iguala, Irapuato, León, Manzanillo, México Norte, Monterrey Central, Monterrey Churubusco, Nuevo Laredo, Pinotepa Nacional, Pochutla, Puerto Escondido, Puerto Vallarta, Querétaro Central, Querétaro Norte, Riviera Nayarit, San Luis Potosí, Santa Rosa de Lima, Toluca Central, Tepic, Zacatecas, Zapopan. |

## Transporte público de pasajeros
- Metro Tasqueña Dirección Cuatro Caminos; atraviesa la zona centro de la ciudad.
- Tren Ligero Tasqueña Dirección Xochimilco
- Trolebús: Línea 1 del Trolebús con destino a la Central del Norte atravesando el centro de la Ciudad y línea 7 del Trolebús (Ciudad Universitaria - Lomas Estrella),
- Mi Bus con dirección a los pueblos de Tlalpan y Tres Marías
- Diversas rutas de autobuses y microbuses de la ciudad, operadas tanto por la RTP como por rutas y empresas distintas (por ejemplo, Ruta 1 y Ruta 111 Grupo Ruano,Ruta 81 a Milpa Alta y Xochimilco
- Servicio de taxi
- MexicoAutobuses Horarios de todos los autobuses que salen de la Central Camionera del Sur